# Åmåls landsfiskalsdistrikt
Åmåls landsfiskalsdistrikt var 1918–1964 ett landsfiskalsdistrikt i Älvsborgs län, bildat som Tössbo landsfiskalsdistrikt när Sveriges indelning i landsfiskalsdistrikt trädde i kraft den 1 januari 1918, enligt beslut den 7 september 1917. 1 januari 1947 ändrades distriktets namn till Åmåls landsfiskalsdistrikt. Den 1 januari 1965 avskaffades i Sverige samtliga landsfiskaler och landsfiskalsdistrikt, och deras arbetsuppgifter delades upp på de nyskapade indelningarna polisdistrikt, åklagardistrikt och kronofogdedistrikt.
Landsfiskalsdistriktet låg under länsstyrelsen i Älvsborgs län.

## Ingående områden
När Sveriges nya indelning i landsfiskalsdistrikt trädde i kraft den 1 oktober 1941 (enligt kungörelsen den 28 juni 1941) lämnades Tössbo landsfiskalsdistrikt opåverkat, men regeringen anförde i kungörelsen att den ville i framtiden besluta om Åmåls stads förenande med landsfiskalsdistriktet. Den 1 januari 1947 förenades Åmåls stad med landsfiskalsdistriktet och stadens stadsfiskalstjänst upphörde samtidigt som landsfiskalsdistriktets namn ändrades till Åmål. Staden fortsatte dock att själv hantera utsökningsväsendet. 1 januari 1948 förenades staden med distriktet även i utsökningshänseende, och tillhörde då i alla avseenden landsfiskalsdistriktet. När Sveriges nya indelning i landsfiskalsdistrikt trädde i kraft den 1 januari 1952 (enligt kungörelsen 1 juni 1951) ändrades distriktets indelning genom kommunreformen 1952 men omfattningen ändrades inte. Den 1 april 1953 (enligt beslut den 27 februari 1953) indrogs stadsfogdetjänsten i Åmåls stad och Åmål förenades med landsfiskalsdistrikt även i utsökningshänseende, och tillhörde därmed distriktet i alla hänseenden.

### Från 1918
Tössbo härad:
- Edsleskogs landskommun
- Fröskogs landskommun
- Mo landskommun
- Tydje landskommun
- Tösse landskommun
- Åmåls landskommun
- Ånimskogs landskommun

### Från 1947
- Åmåls stad (endast i polis- och åklagarhänseende; staden hanterade själv utsökningsväsendet)

Tössbo härad:
- Edsleskogs landskommun
- Fröskogs landskommun
- Mo landskommun
- Tydje landskommun
- Tösse landskommun
- Åmåls landskommun
- Ånimskogs landskommun

### Från 1948
- Åmåls stad

Tössbo härad:
- Edsleskogs landskommun
- Fröskogs landskommun
- Mo landskommun
- Tydje landskommun
- Tösse landskommun
- Åmåls landskommun
- Ånimskogs landskommun

### Från 1 januari 1952
- Tössbo landskommun
- Åmåls stad (endast i polis- och åklagarhänseende; staden skötte själv utsökningsväsendet "tills vidare")[6][9]

### Från 1 april 1953
- Tössbo landskommun
- Åmåls stad